# Robin des Bois (association)
Ne doit pas être confondu avec Robin Wood (association).
Robin des Bois est une association écologiste française créée en 1985 à Paris. Elle publie de nombreux dossiers sur les problèmes d'écologie et de pollution. L’association Robin des Bois a édité une version française de la Désobéissance civile en 1989. Elle commercialise également divers produits originaux tels que l'huile de jojoba et l'ivoire végétal.
Robin des Bois a comme vocation de protéger l’Homme et l’environnement, notamment les espèces menacées comme l'éléphant et la baleine. Cette double visée amène Robin des Bois à prendre en considération les conditions de travail et de vie sur des lieux aussi divers que les cargos et les friches industrielles polluées, et à aider, dans les limites de sa disponibilité et de ses compétences, sans autre condition préalable, des personnes isolées ou regroupées confrontées à des pollutions de toutes sortes.
Elle siège en tant qu'ONG à la Commission baleinière internationale, à la CITES (Convention sur le commerce international des espèces de faune et de flore sauvages menacées d'extinction), à la commission OSPAR pour la protection de l'Atlantique du nord-est, et à la CICTA (Commission internationale pour la conservation des thonidés de l'Atlantique et des mers adjacentes).
En mai 2025, l'association apprend que sa seule subvention, celle du Direction Générale de la Prévention des Risques (DGPR) - ministère de l’Ecologie, est réduite de 50 000 à 20 000 euros. Ses revenus annuels sont de l’ordre de 300 000 euros composés de dons et adhésions, de la vente d’huile de jojoba, du conseil en environnement et de cette subvention. Robin des Bois compte huit salariés.

## Publications
- Le Cargo de la honte, Stock, 2010  (ISBN 978-2-234-06351-8)
- L'Atlas de la France toxique, Arthaud, 2016  (ISBN 978-2-0813-6379-3)
- L'Atlas du business des espèces menacées, Arthaud, 2019  (ISBN 978-20814-8018-6)